# Ituero de Azaba
Ituero de Azaba ist ein Ort und eine nordspanische Gemeinde (municipio) mit 199 Einwohnern (Stand: 2024) in der Provinz Salamanca in der Autonomen Gemeinschaft Kastilien und León. 

## Geografie
Die Gemeinde Ituero de Azaba liegt etwa 120 Kilometer südwestlich von Salamanca am Río Azaba in einer Höhe von ca. 660 m. 

## Bevölkerungsentwicklung
| Jahr      | 1900 | 1950 | 1960 | 1970 | 1981 | 1991 | 2001 | 2011 | 2021 |
| Einwohner | 696  | 788  | 704  | 579  | 517  | 351  | 271  | 228  | 204  |

## Sehenswürdigkeiten
- Silvesterkirche (Iglesia de San Silvestre)

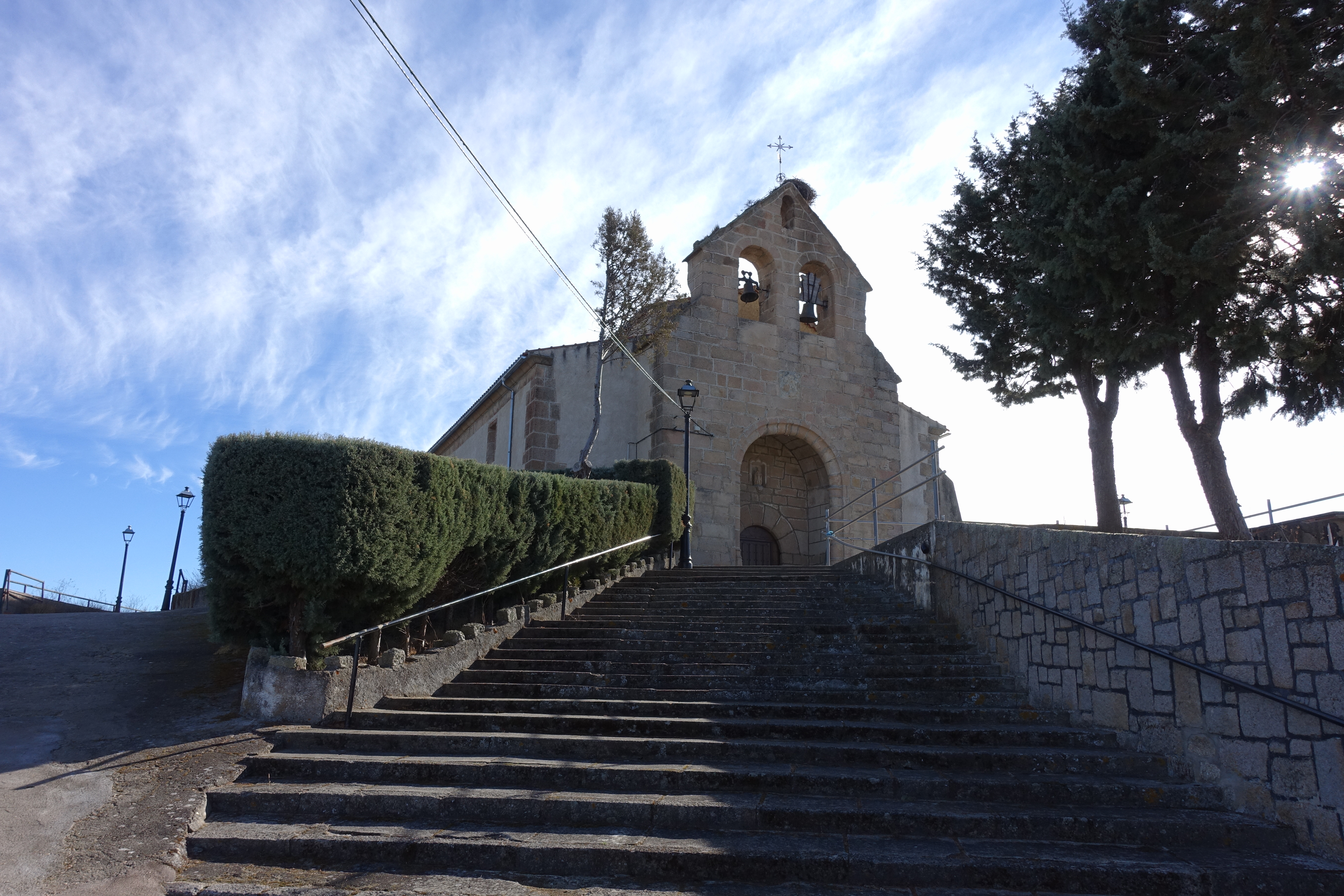
Silvesterkirche
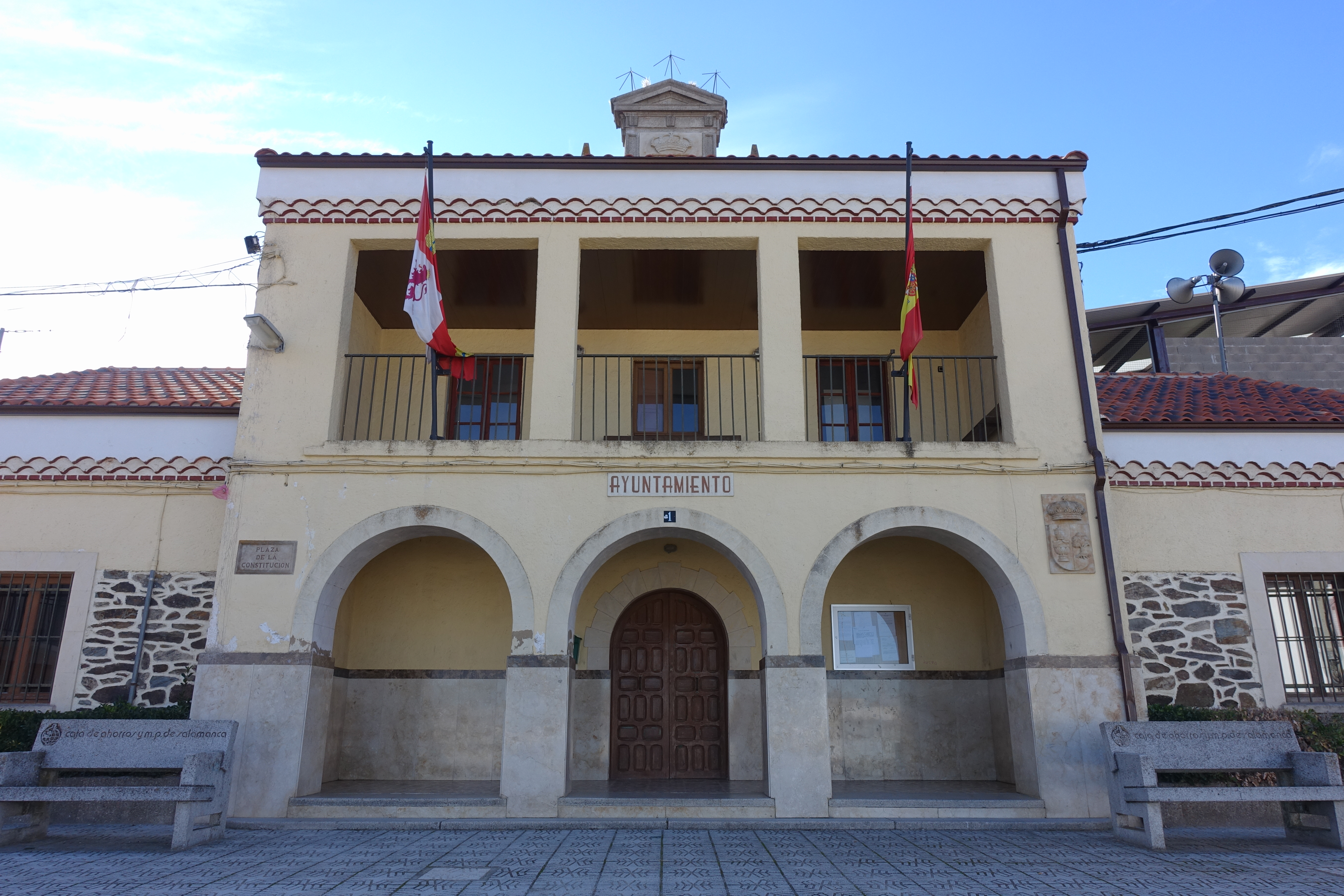
Rathaus

## Persönlichkeiten
- Celestino Alfonso (1916–1944), kommunistischer Widerstandskämpfer
- Diamantino García (1943–1995), Arbeiterpriester und Gewerkschaftsgründer